# Emanuel Chobot
Emanuel Chobot (1. ledna 1881 Orlová – 7. června 1944 Moravská Ostrava) byl československý levicový politik polské národnosti na Těšínsku v období první republiky.

## Biografie
V únoru 1921 se podílel na založení Polské socialistické dělnické strany v Československu. Když v ní krátce poté došlo k rozkolu mezi pravicí a levicí, velkou část jejích funkcionářů přilákala
Komunistická strana Československa, kam odešel i Emanuel Chobot. Později ale byl v KSČ odstaven nástupem mladší generace, a tak se po pár letech vrátil do sociální demokracie a byl dlouholetým předsedou Polské socialistické dělnické strany v Československu.
Před parlamentními volbami v roce 1925 vytvořila strana koalici nazvanou Polský lidový a dělnický svaz, ve kterém se spojilo několik polských menšinových stran. V parlamentu za tuto širokou koalici zasedl ovšem jen Leon Wolf ze Svazu slezských katolíků v Československé republice. V parlamentních volbách v roce 1929 kandidovala tato široká polská koalice společně s Židovskou stranou a polská část získala dva mandáty v parlamentu, z nichž jeden připadl Emanuelu Chobotovi.